# VOLTAGE
VOLTAGE（ヴォルテージ）は、日本の総合格闘技団体。VOLTAGE運営事務局主催で2010年11月27日にディファ有明で旗揚げ興行「VOLTAGE VOL.1」を開催。
危険な技として排除される傾向にある「踏みつけ」「サッカーボールキック」「4点ポジションからの膝攻撃」に加え、「スタンディングでの肘攻撃」も有効とし、制約が極めて少ないルールを採用していた。